# Rajdowe Samochodowe Mistrzostwa Polski 2009
Ten artykuł dotyczy sezonu 2009 Rajdowych Samochodowych Mistrzostw Polski.

## Kalendarz
| Runda | Data          | Rajd                     | Baza         | Nawierzchnia  | Dod. kat. | Zwycięzca            |          |
| ----- | ------------- | ------------------------ | ------------ | ------------- | --------- | -------------------- | -------- |
| 1     | 23.04 – 25.04 | 45. Rajd Krakowski       | odwołany     | odwołany      | odwołany  | odwołany             | odwołany |
| 2     | 14.05 – 16.05 | 37. Rajd Elmot-Krause    | Świdnica     | asfalt        |           | Kajetan Kajetanowicz | Wyniki   |
| 3     | 5.06 – 7.06   | 5. Rajd Lotos Baltic Cup | Gdańsk       | szuter        |           | Leszek Kuzaj         | Wyniki   |
| 4     | 10.07 – 12.07 | 24. Rajd Karkonoski      | Jelenia Góra | asfalt        |           | Bryan Bouffier       | Wyniki   |
| 5     | 6.08 – 8.08   | 18. Rajd Rzeszowski      | Rzeszów      | asfalt        | RMS       | Grzegorz Grzyb       | Wyniki   |
| 6     | 18.09 – 20.09 | 3. Rajd Orlen            | Płock        | asfalt/szuter | ERC C2    | Leszek Kuzaj         | Wyniki   |
| 7     | 8.10 – 10.10  | 19. Rajd Dolnośląski     | Zieleniec    | asfalt        |           | Kajetan Kajetanowicz | Wyniki   |

## Klasyfikacje

### Klasyfikacja generalna kierowców[1]
We wszystkich rundach prowadzona była osobna klasyfikacja dla dwóch dni rajdu, w której punkty przyznawano według klucza 15-12-10-8-6-5-4-3-2-1. Dodatkowo zawodnikom, którzy ukończyli rajd bez korzystania z systemu SupeRally, przyznawano bonusowe punkty ze względu na klasyfikację generalną całego rajdu według klucza 5-4-3-2-1. Do klasyfikacji wliczanych było 5 z 6 najlepszych wyników (licząc według klasyfikacji generalnej rajdów). Nie wliczani są kierowcy, którzy nie zostali sklasyfikowani w minimum dwóch rajdach.
| Poz. | Kierowca                                        | Elmot                                           | Elmot                                           | Elmot                                           | Lotos                                           | Lotos                                           | Lotos                                           | Karkonoski                                      | Karkonoski                                      | Karkonoski                                      | Rzeszowski                                          | Rzeszowski                                          | Rzeszowski                                          | Orlen                                               | Orlen                                               | Orlen                                               | Dolnośląski                                         | Dolnośląski                                         | Dolnośląski                                         | Suma punktów                                        |
| Poz. | Kierowca                                        | D1                                              | D2                                              | B                                               | D1                                              | D2                                              | B                                               | D1                                              | D2                                              | B                                               | D1                                                  | D2                                                  | B                                                   | D1                                                  | D2                                                  | B                                                   | D1                                                  | D2                                                  | B                                                   | Suma punktów                                        |
| ---- | ----------------------------------------------- | ----------------------------------------------- | ----------------------------------------------- | ----------------------------------------------- | ----------------------------------------------- | ----------------------------------------------- | ----------------------------------------------- | ----------------------------------------------- | ----------------------------------------------- | ----------------------------------------------- | --------------------------------------------------- | --------------------------------------------------- | --------------------------------------------------- | --------------------------------------------------- | --------------------------------------------------- | --------------------------------------------------- | --------------------------------------------------- | --------------------------------------------------- | --------------------------------------------------- | --------------------------------------------------- |
| 1    | Bryan Bouffier                                  | 6                                               | 1                                               | +2                                              | 2                                               | 2                                               | +4                                              | 2                                               | 1                                               | +5                                              | 25                                                  | 1                                                   |                                                     | 3                                                   | 2                                                   | +4                                                  | (2)                                                 | (13)                                                |                                                     | 123                                                 |
| 2    | Tomasz Kuchar                                   | 1                                               | 5                                               | +4                                              | (3)                                             | (8)                                             |                                                 | 1                                               | 2                                               | +4                                              | 2                                                   | 3                                                   | +4                                                  | 2                                                   | 3                                                   | +3                                                  | 1                                                   | 24                                                  |                                                     | 122                                                 |
| 3    | Leszek Kuzaj                                    | 17                                              | 3                                               |                                                 | 1                                               | 1                                               | +5                                              | 4                                               | 22                                              |                                                 | 9                                                   | 2                                                   |                                                     | 1                                                   | 1                                                   | +5                                                  | NU                                                  |                                                     |                                                     | 102                                                 |
| 4    | Kajetan Kajetanowicz                            | 2                                               | 4                                               | +5                                              | 6                                               | 5                                               | +1                                              | 6                                               | 4                                               | +2                                              | 4                                                   | 4                                                   | +3                                                  | (4)                                                 | (22)                                                |                                                     | 3                                                   | 1                                                   | +5                                                  | 101                                                 |
| 5    | Michał Sołowow                                  | 4                                               | 2                                               | +3                                              | 7                                               | 3                                               | +2                                              | 5                                               | 3                                               | +3                                              | 3                                                   | 6                                                   | +2                                                  | NK                                                  | NU                                                  |                                                     |                                                     |                                                     |                                                     | 75                                                  |
| 6    | Maciej Oleksowicz                               | 5                                               | 9                                               |                                                 | 5                                               | 6                                               |                                                 | NU                                              | NU                                              |                                                 | 6                                                   | 5                                                   | +1                                                  | 5                                                   | 5                                                   | +1                                                  | 4                                                   | 2                                                   | +4                                                  | 68                                                  |
| 7    | Michał Bębenek                                  | 25                                              | 6                                               |                                                 |                                                 |                                                 |                                                 | 3                                               | 18                                              |                                                 | 5                                                   | 8                                                   |                                                     | 6                                                   | 4                                                   | +2                                                  | 5                                                   | 3                                                   | +3                                                  | 58                                                  |
| 8    | Radosław Typa                                   | 7                                               | 8                                               |                                                 | NU                                              |                                                 |                                                 | 8                                               | 5                                               | +1                                              | 23                                                  | 10                                                  |                                                     | 9                                                   | 6                                                   |                                                     |                                                     |                                                     |                                                     | 25                                                  |
| 9    | Tomasz Czopik                                   | 3                                               | 7                                               | +1                                              | 8                                               | 7                                               |                                                 |                                                 |                                                 |                                                 |                                                     |                                                     |                                                     |                                                     |                                                     |                                                     |                                                     |                                                     |                                                     | 22                                                  |
| 10   | Kamil Butruk                                    | 18                                              | 10                                              |                                                 | 25                                              | 9                                               |                                                 | 9                                               | 6                                               |                                                 | 8                                                   | 9                                                   |                                                     | 8                                                   | 8                                                   |                                                     | NU                                                  | NU                                                  |                                                     | 21                                                  |
| 11   | Szymon Ruta                                     | (28)                                            | (34)                                            |                                                 | 9                                               | 21                                              |                                                 | 7                                               | 28                                              |                                                 | 11                                                  | 22                                                  |                                                     | 7                                                   | 7                                                   |                                                     | 24                                                  | 6                                                   |                                                     | 19                                                  |
| 12   | Marcin Dobrowolski                              | 8                                               | 14                                              |                                                 | (15)                                            | (31)                                            |                                                 | 20                                              | 9                                               |                                                 | 13                                                  | 14                                                  |                                                     | 11                                                  | 25                                                  |                                                     | 11                                                  | 5                                                   | +1                                                  | 12                                                  |
| 13   | Robert Kujawski                                 | 10                                              | 11                                              |                                                 |                                                 |                                                 |                                                 | 13                                              | 8                                               |                                                 | 12                                                  | 23                                                  |                                                     | 23                                                  | 20                                                  |                                                     | 8                                                   | 7                                                   |                                                     | 11                                                  |
| 14   | Marcin Bełtowski                                |                                                 |                                                 |                                                 |                                                 |                                                 |                                                 | 12                                              | 10                                              |                                                 |                                                     |                                                     |                                                     |                                                     |                                                     |                                                     | 6                                                   | 9                                                   | +2                                                  | 10                                                  |
| 15   | Tomasz Porębski                                 | 30                                              | 13                                              |                                                 | 14                                              | 11                                              |                                                 | (11)                                            | (26)                                            |                                                 | 14                                                  | 13                                                  |                                                     | 12                                                  | 12                                                  |                                                     | 14                                                  | 4                                                   |                                                     | 8                                                   |
| 16   | Zbigniew Maliński                               | 14                                              | 19                                              |                                                 | 10                                              | 15                                              |                                                 | 15                                              | 12                                              |                                                 | (24)                                                | (18)                                                |                                                     | 10                                                  | 9                                                   |                                                     | 7                                                   | 21                                                  |                                                     | 8                                                   |
| 17   | Jan Chmielewski                                 | 9                                               | 36                                              |                                                 | 12                                              | 10                                              |                                                 | 23                                              | 17                                              |                                                 |                                                     |                                                     |                                                     | 13                                                  | 11                                                  |                                                     | 10                                                  | 10                                                  |                                                     | 5                                                   |
| 18   | Ariel Piotrowski                                | (19)                                            | (23)                                            |                                                 | 18                                              | 18                                              |                                                 | 18                                              | 11                                              |                                                 | 16                                                  | 16                                                  |                                                     | 15                                                  | 13                                                  |                                                     | 20                                                  | 8                                                   |                                                     | 3                                                   |
| 19   | Tomasz Gryc                                     | 23                                              | 22                                              |                                                 | 24                                              | 29                                              |                                                 | 14                                              | 14                                              |                                                 | (27)                                                | (17)                                                |                                                     | 16                                                  | 19                                                  |                                                     | 9                                                   | 12                                                  |                                                     | 2                                                   |
| 20   | Maciej Rzeźnik                                  | NU                                              |                                                 |                                                 | NU                                              |                                                 |                                                 | 16                                              | 13                                              |                                                 | 10                                                  | 12                                                  |                                                     |                                                     |                                                     |                                                     |                                                     |                                                     |                                                     | 1                                                   |
| NK   | Grzegorz Grzyb                                  |                                                 |                                                 |                                                 |                                                 |                                                 |                                                 |                                                 |                                                 |                                                 | 1                                                   | 7                                                   | +5                                                  |                                                     |                                                     |                                                     |                                                     |                                                     |                                                     | (24)                                                |
| NK   | Zbigniew Staniszewski                           |                                                 |                                                 |                                                 | 4                                               | 4                                               | +3                                              |                                                 |                                                 |                                                 |                                                     |                                                     |                                                     |                                                     |                                                     |                                                     |                                                     |                                                     |                                                     | (19)                                                |
| NK   | Jurij Protasow                                  |                                                 |                                                 |                                                 |                                                 |                                                 |                                                 | 10                                              | 7                                               |                                                 |                                                     |                                                     |                                                     |                                                     |                                                     |                                                     | NK                                                  | NU                                                  |                                                     | (5)                                                 |
| NK   | Mariusz Stec                                    |                                                 |                                                 |                                                 |                                                 |                                                 |                                                 |                                                 |                                                 |                                                 | 7                                                   | 24                                                  |                                                     |                                                     |                                                     |                                                     | NU                                                  | NU                                                  |                                                     | (4)                                                 |
| NK   | Nicolas Vouilloz                                |                                                 |                                                 |                                                 |                                                 |                                                 |                                                 |                                                 |                                                 |                                                 |                                                     |                                                     |                                                     | 14                                                  | 10                                                  |                                                     |                                                     |                                                     |                                                     | (1)                                                 |
|      | Klucz punktacji D1 i D2: 15-12-10-8-6-5-4-3-2-1 | Klucz punktacji D1 i D2: 15-12-10-8-6-5-4-3-2-1 | Klucz punktacji D1 i D2: 15-12-10-8-6-5-4-3-2-1 | Klucz punktacji D1 i D2: 15-12-10-8-6-5-4-3-2-1 | Klucz punktacji D1 i D2: 15-12-10-8-6-5-4-3-2-1 | Klucz punktacji D1 i D2: 15-12-10-8-6-5-4-3-2-1 | Klucz punktacji D1 i D2: 15-12-10-8-6-5-4-3-2-1 | Klucz punktacji D1 i D2: 15-12-10-8-6-5-4-3-2-1 | Klucz punktacji D1 i D2: 15-12-10-8-6-5-4-3-2-1 | Klucz punktacji D1 i D2: 15-12-10-8-6-5-4-3-2-1 | Oznaczenia: NU – nie ukończył, DK – dyskwalifikacja | Oznaczenia: NU – nie ukończył, DK – dyskwalifikacja | Oznaczenia: NU – nie ukończył, DK – dyskwalifikacja | Oznaczenia: NU – nie ukończył, DK – dyskwalifikacja | Oznaczenia: NU – nie ukończył, DK – dyskwalifikacja | Oznaczenia: NU – nie ukończył, DK – dyskwalifikacja | Oznaczenia: NU – nie ukończył, DK – dyskwalifikacja | Oznaczenia: NU – nie ukończył, DK – dyskwalifikacja | Oznaczenia: NU – nie ukończył, DK – dyskwalifikacja | Oznaczenia: NU – nie ukończył, DK – dyskwalifikacja |

| Kolor     | Opis                   |
| --------- | ---------------------- |
| Złoty     | Zwycięzca              |
| Srebrny   | 2. miejsce             |
| Brązowy   | 3. miejsce             |
| Zielony   | Punktowane miejsce     |
| Niebieski | Ukończył nie punktował |
| Fioletowy | Nie ukończył NU        |
| Czarny    | Wykluczony X           |
| Biały     | Nie wystartował NW     |
| Puste     | Nie brał udziału       |

| Poz. | Kierowca                                        | Elmot                                           | Elmot                                           | Elmot                                           | Lotos                                           | Lotos                                           | Lotos                                           | Karkonoski                                      | Karkonoski                                      | Karkonoski                                      | Rzeszowski                                          | Rzeszowski                                          | Rzeszowski                                          | Orlen                                               | Orlen                                               | Orlen                                               | Dolnośląski                                         | Dolnośląski                                         | Dolnośląski                                         | Suma punktów                                        |
| Poz. | Kierowca                                        | D1                                              | D2                                              | B                                               | D1                                              | D2                                              | B                                               | D1                                              | D2                                              | B                                               | D1                                                  | D2                                                  | B                                                   | D1                                                  | D2                                                  | B                                                   | D1                                                  | D2                                                  | B                                                   | Suma punktów                                        |
| ---- | ----------------------------------------------- | ----------------------------------------------- | ----------------------------------------------- | ----------------------------------------------- | ----------------------------------------------- | ----------------------------------------------- | ----------------------------------------------- | ----------------------------------------------- | ----------------------------------------------- | ----------------------------------------------- | --------------------------------------------------- | --------------------------------------------------- | --------------------------------------------------- | --------------------------------------------------- | --------------------------------------------------- | --------------------------------------------------- | --------------------------------------------------- | --------------------------------------------------- | --------------------------------------------------- | --------------------------------------------------- |
| 1    | Bryan Bouffier                                  | 6                                               | 1                                               | +2                                              | 2                                               | 2                                               | +4                                              | 2                                               | 1                                               | +5                                              | 25                                                  | 1                                                   |                                                     | 3                                                   | 2                                                   | +4                                                  | (2)                                                 | (13)                                                |                                                     | 123                                                 |
| 2    | Tomasz Kuchar                                   | 1                                               | 5                                               | +4                                              | (3)                                             | (8)                                             |                                                 | 1                                               | 2                                               | +4                                              | 2                                                   | 3                                                   | +4                                                  | 2                                                   | 3                                                   | +3                                                  | 1                                                   | 24                                                  |                                                     | 122                                                 |
| 3    | Leszek Kuzaj                                    | 17                                              | 3                                               |                                                 | 1                                               | 1                                               | +5                                              | 4                                               | 22                                              |                                                 | 9                                                   | 2                                                   |                                                     | 1                                                   | 1                                                   | +5                                                  | NU                                                  |                                                     |                                                     | 102                                                 |
| 4    | Kajetan Kajetanowicz                            | 2                                               | 4                                               | +5                                              | 6                                               | 5                                               | +1                                              | 6                                               | 4                                               | +2                                              | 4                                                   | 4                                                   | +3                                                  | (4)                                                 | (22)                                                |                                                     | 3                                                   | 1                                                   | +5                                                  | 101                                                 |
| 5    | Michał Sołowow                                  | 4                                               | 2                                               | +3                                              | 7                                               | 3                                               | +2                                              | 5                                               | 3                                               | +3                                              | 3                                                   | 6                                                   | +2                                                  | NK                                                  | NU                                                  |                                                     |                                                     |                                                     |                                                     | 75                                                  |
| 6    | Maciej Oleksowicz                               | 5                                               | 9                                               |                                                 | 5                                               | 6                                               |                                                 | NU                                              | NU                                              |                                                 | 6                                                   | 5                                                   | +1                                                  | 5                                                   | 5                                                   | +1                                                  | 4                                                   | 2                                                   | +4                                                  | 68                                                  |
| 7    | Michał Bębenek                                  | 25                                              | 6                                               |                                                 |                                                 |                                                 |                                                 | 3                                               | 18                                              |                                                 | 5                                                   | 8                                                   |                                                     | 6                                                   | 4                                                   | +2                                                  | 5                                                   | 3                                                   | +3                                                  | 58                                                  |
| 8    | Radosław Typa                                   | 7                                               | 8                                               |                                                 | NU                                              |                                                 |                                                 | 8                                               | 5                                               | +1                                              | 23                                                  | 10                                                  |                                                     | 9                                                   | 6                                                   |                                                     |                                                     |                                                     |                                                     | 25                                                  |
| 9    | Tomasz Czopik                                   | 3                                               | 7                                               | +1                                              | 8                                               | 7                                               |                                                 |                                                 |                                                 |                                                 |                                                     |                                                     |                                                     |                                                     |                                                     |                                                     |                                                     |                                                     |                                                     | 22                                                  |
| 10   | Kamil Butruk                                    | 18                                              | 10                                              |                                                 | 25                                              | 9                                               |                                                 | 9                                               | 6                                               |                                                 | 8                                                   | 9                                                   |                                                     | 8                                                   | 8                                                   |                                                     | NU                                                  | NU                                                  |                                                     | 21                                                  |
| 11   | Szymon Ruta                                     | (28)                                            | (34)                                            |                                                 | 9                                               | 21                                              |                                                 | 7                                               | 28                                              |                                                 | 11                                                  | 22                                                  |                                                     | 7                                                   | 7                                                   |                                                     | 24                                                  | 6                                                   |                                                     | 19                                                  |
| 12   | Marcin Dobrowolski                              | 8                                               | 14                                              |                                                 | (15)                                            | (31)                                            |                                                 | 20                                              | 9                                               |                                                 | 13                                                  | 14                                                  |                                                     | 11                                                  | 25                                                  |                                                     | 11                                                  | 5                                                   | +1                                                  | 12                                                  |
| 13   | Robert Kujawski                                 | 10                                              | 11                                              |                                                 |                                                 |                                                 |                                                 | 13                                              | 8                                               |                                                 | 12                                                  | 23                                                  |                                                     | 23                                                  | 20                                                  |                                                     | 8                                                   | 7                                                   |                                                     | 11                                                  |
| 14   | Marcin Bełtowski                                |                                                 |                                                 |                                                 |                                                 |                                                 |                                                 | 12                                              | 10                                              |                                                 |                                                     |                                                     |                                                     |                                                     |                                                     |                                                     | 6                                                   | 9                                                   | +2                                                  | 10                                                  |
| 15   | Tomasz Porębski                                 | 30                                              | 13                                              |                                                 | 14                                              | 11                                              |                                                 | (11)                                            | (26)                                            |                                                 | 14                                                  | 13                                                  |                                                     | 12                                                  | 12                                                  |                                                     | 14                                                  | 4                                                   |                                                     | 8                                                   |
| 16   | Zbigniew Maliński                               | 14                                              | 19                                              |                                                 | 10                                              | 15                                              |                                                 | 15                                              | 12                                              |                                                 | (24)                                                | (18)                                                |                                                     | 10                                                  | 9                                                   |                                                     | 7                                                   | 21                                                  |                                                     | 8                                                   |
| 17   | Jan Chmielewski                                 | 9                                               | 36                                              |                                                 | 12                                              | 10                                              |                                                 | 23                                              | 17                                              |                                                 |                                                     |                                                     |                                                     | 13                                                  | 11                                                  |                                                     | 10                                                  | 10                                                  |                                                     | 5                                                   |
| 18   | Ariel Piotrowski                                | (19)                                            | (23)                                            |                                                 | 18                                              | 18                                              |                                                 | 18                                              | 11                                              |                                                 | 16                                                  | 16                                                  |                                                     | 15                                                  | 13                                                  |                                                     | 20                                                  | 8                                                   |                                                     | 3                                                   |
| 19   | Tomasz Gryc                                     | 23                                              | 22                                              |                                                 | 24                                              | 29                                              |                                                 | 14                                              | 14                                              |                                                 | (27)                                                | (17)                                                |                                                     | 16                                                  | 19                                                  |                                                     | 9                                                   | 12                                                  |                                                     | 2                                                   |
| 20   | Maciej Rzeźnik                                  | NU                                              |                                                 |                                                 | NU                                              |                                                 |                                                 | 16                                              | 13                                              |                                                 | 10                                                  | 12                                                  |                                                     |                                                     |                                                     |                                                     |                                                     |                                                     |                                                     | 1                                                   |
| NK   | Grzegorz Grzyb                                  |                                                 |                                                 |                                                 |                                                 |                                                 |                                                 |                                                 |                                                 |                                                 | 1                                                   | 7                                                   | +5                                                  |                                                     |                                                     |                                                     |                                                     |                                                     |                                                     | (24)                                                |
| NK   | Zbigniew Staniszewski                           |                                                 |                                                 |                                                 | 4                                               | 4                                               | +3                                              |                                                 |                                                 |                                                 |                                                     |                                                     |                                                     |                                                     |                                                     |                                                     |                                                     |                                                     |                                                     | (19)                                                |
| NK   | Jurij Protasow                                  |                                                 |                                                 |                                                 |                                                 |                                                 |                                                 | 10                                              | 7                                               |                                                 |                                                     |                                                     |                                                     |                                                     |                                                     |                                                     | NK                                                  | NU                                                  |                                                     | (5)                                                 |
| NK   | Mariusz Stec                                    |                                                 |                                                 |                                                 |                                                 |                                                 |                                                 |                                                 |                                                 |                                                 | 7                                                   | 24                                                  |                                                     |                                                     |                                                     |                                                     | NU                                                  | NU                                                  |                                                     | (4)                                                 |
| NK   | Nicolas Vouilloz                                |                                                 |                                                 |                                                 |                                                 |                                                 |                                                 |                                                 |                                                 |                                                 |                                                     |                                                     |                                                     | 14                                                  | 10                                                  |                                                     |                                                     |                                                     |                                                     | (1)                                                 |
|      | Klucz punktacji D1 i D2: 15-12-10-8-6-5-4-3-2-1 | Klucz punktacji D1 i D2: 15-12-10-8-6-5-4-3-2-1 | Klucz punktacji D1 i D2: 15-12-10-8-6-5-4-3-2-1 | Klucz punktacji D1 i D2: 15-12-10-8-6-5-4-3-2-1 | Klucz punktacji D1 i D2: 15-12-10-8-6-5-4-3-2-1 | Klucz punktacji D1 i D2: 15-12-10-8-6-5-4-3-2-1 | Klucz punktacji D1 i D2: 15-12-10-8-6-5-4-3-2-1 | Klucz punktacji D1 i D2: 15-12-10-8-6-5-4-3-2-1 | Klucz punktacji D1 i D2: 15-12-10-8-6-5-4-3-2-1 | Klucz punktacji D1 i D2: 15-12-10-8-6-5-4-3-2-1 | Oznaczenia: NU – nie ukończył, DK – dyskwalifikacja | Oznaczenia: NU – nie ukończył, DK – dyskwalifikacja | Oznaczenia: NU – nie ukończył, DK – dyskwalifikacja | Oznaczenia: NU – nie ukończył, DK – dyskwalifikacja | Oznaczenia: NU – nie ukończył, DK – dyskwalifikacja | Oznaczenia: NU – nie ukończył, DK – dyskwalifikacja | Oznaczenia: NU – nie ukończył, DK – dyskwalifikacja | Oznaczenia: NU – nie ukończył, DK – dyskwalifikacja | Oznaczenia: NU – nie ukończył, DK – dyskwalifikacja | Oznaczenia: NU – nie ukończył, DK – dyskwalifikacja |

| Kolor     | Opis                   |
| --------- | ---------------------- |
| Złoty     | Zwycięzca              |
| Srebrny   | 2. miejsce             |
| Brązowy   | 3. miejsce             |
| Zielony   | Punktowane miejsce     |
| Niebieski | Ukończył nie punktował |
| Fioletowy | Nie ukończył NU        |
| Czarny    | Wykluczony X           |
| Biały     | Nie wystartował NW     |
| Puste     | Nie brał udziału       |

## Zwycięzcy klas, zespoły i kluby
W wykazach przedstawiających zwycięzców poszczególnych klas pogrubioną czcionką zaznaczono kierowców i pilotów, którzy zdobyli tytuły mistrza, wicemistrza i drugiego wicemistrza Polski.

### Klasyfikacja Grupy N[3]
| Msc | Kierowca             | Pilot            | Punkty |
| --- | -------------------- | ---------------- | ------ |
| 1   | Bryan Bouffier       | Xavier Panseri   | 112    |
| 2   | Kajetan Kajetanowicz | Jarosław Baran   | 103    |
| 3   | Michał Bębenek       | Grzegorz Bębenek | 67     |

### Klasyfikacja w klasie Super 2000 Rally[4]
| Msc | Kierowca          | Pilot              | Punkty |
| --- | ----------------- | ------------------ | ------ |
| 1   | Tomasz Kuchar     | Daniel Dymurski    | 42     |
| 2   | Leszek Kuzaj      | -                  | 41     |
| 3   | Maciej Oleksowicz | Andrzej Obrębowski | 30     |

### Klasyfikacja w klasie A-7[5]
| Msc | Kierowca         | Pilot             | Punkty |
| --- | ---------------- | ----------------- | ------ |
| 1   | Robert Kujawski  | Rafał Rzemień     | 44     |
| 2   | Paweł Stefanicki | Bartosz Bil       | 26     |
| 3   | Maciej Lubiak    | Przemysław Zawada | 25     |

### Klasyfikacja w klasie A-6[6]
| Msc | Kierowca           | Pilot               | Punkty |
| --- | ------------------ | ------------------- | ------ |
| 1   | Tomasz Porębski    | Tomasz Spurek       | 71     |
| 2   | Marcin Dobrowolski | Michał Dobrowolski  | 67     |
| 3   | Jan Chmielewski    | Szymon Gospodarczyk | 65     |

### Klasyfikacja w klasie R2B[7]
| Msc | Kierowca           | Pilot               | Punkty |
| --- | ------------------ | ------------------- | ------ |
| 1   | Tomasz Porębski    | Tomasz Spurek       | 62     |
| 2   | Marcin Dobrowolski | Michał Dobrowolski  | 59     |
| 3   | Jan Chmielewski    | Szymon Gospodarczyk | 55     |

### Klasyfikacja w klasie A-5[8]
| Msc | Kierowca         | Pilot | Punkty |
| --- | ---------------- | ----- | ------ |
| 1   | Karol Piątkowski | -     | 6      |

### Klasyfikacja w klasie N-2[9]
| Msc | Kierowca       | Pilot | Punkty |
| --- | -------------- | ----- | ------ |
| 1   | Artur Kurnicki | -     | 8      |

### Klasyfikacja w Grupie Open[10]
| Msc | Kierowca           | Pilot             | Punkty |
| --- | ------------------ | ----------------- | ------ |
| 1   | Tomasz Trembicki   | Grzegorz Gołda    | 20     |
| 2   | Andrzej Koper      | Jakub Mroczkowski | 13     |
| 3   | Jarosław Pawliński | -                 | 7      |

### Klasyfikacja w klasie HR-13[11]
| Msc | Kierowca | Pilot | Punkty |
| --- | -------- | ----- | ------ |
| 1   | Virnik   | -     | 7      |

### Klasyfikacja w klasie HR-12[12]
| Msc | Kierowca          | Pilot              | Punkty |
| --- | ----------------- | ------------------ | ------ |
| 1   | Łukasz Ryznar     | -                  | 26     |
| 2   | Mariusz Woźniczko | Dariusz Gurdziołek | 23     |
| 3   | Kacper Puszkiel   | Alicja Konury      | 13     |

### Klasyfikacja Zespołów Sponsorskich[13]
| Msc | Zespół                          | Punkty |
| --- | ------------------------------- | ------ |
| 1   | Malkom Rally Team               | 41     |
| 2   | Peugeot Sport Polska Rally Team | 34     |
| 3   | STT Racing                      | 32     |

### Klasyfikacja Zespołów Producenckich[14]
| Msc | Zespół  | Punkty |
| --- | ------- | ------ |
| 1   | Peugeot | 18     |
| 2   | Subaru  | 12     |